# NGC 2394
NGC 2394 je otvoreni skup u zviježđu Malom psu. 

## Vanjske poveznice
- SEDS: NGC 2394